# Skórzewo (Groot-Polen)
Skórzewo is een dorp in de Poolse woiwodschap Groot-Polen. De plaats maakt deel uit van de gemeente Dopiewo en telt 4577 inwoners.